# Sebersdorf
Sebersdorf ist eine ehemalige Gemeinde mit 1.452 Einwohnern (Stand 1. Jänner 2023) im Gerichtsbezirk Fürstenfeld und im politischen Bezirk Hartberg-Fürstenfeld in der Steiermark in Österreich.
Im Rahmen der steiermärkischen Gemeindestrukturreform ist sie seit 2015 mit der Gemeinde Bad Waltersdorf zusammengeschlossen,
Die neue Gemeinde trägt den Namen Marktgemeinde Bad Waltersdorf weiter. Grundlage dafür ist das Steiermärkische Gemeindestrukturreformgesetz – StGsrG.

## Geografie

### Geografische Lage
Sebersdorf liegt ca. 10 km südlich der Bezirkshauptstadt Hartberg und ca. 40 km östlich der Landeshauptstadt Graz am Zusammenfluss von Pöllauer Safen und Hartberger Safen zur Safen. Das Gebiet der ehemaligen Gemeinde gehört zum oststeirischen Hügelland. Neben den bereits genannten Flüssen wird der Osten des ehemaligen Gemeindegebiets vom Rohrbach entwässert. Ihren höchsten Punkt hatte die Gemeinde Sebersdorf mit 397 m „Am Berner“.

### Gliederung
Die ehemalige Gemeinde Sebersdorf bestand aus drei Katastralgemeinden (KG):
- Die KG Neustift (321,53 ha; 176 Einwohner) besteht nur aus der Ortschaft Neustift bei Sebersdorf und liegt im Westen.
- Im Osten befindet sich die KG Rohrbach bei Waltersdorf (550,81 ha), die neben der gleichnamigen Ortschaft (300 Ew.) mit den Ortsteilen Haller und Wagenhals noch die Ortschaft Geier (239 Ew.) umfasst, die wiederum aus Harras, Schmiedböck, Voitmann und einer Einzellage besteht.
- Die größte Katastralgemeinde ist Sebersdorf (739,50 ha; 761 Ew.), die die Ortschaft Sebersdorf mit den Rotten Edelsberg, Großhaide, Sebersdorfberg, Steinfeld und Untermayerhofen umfasst und die Mitte der Gemeinde bildet.

Einwohner Stand: 1. Jänner 2025, Fläche Stand: 2015

## Bevölkerungsentwicklung der ehemaligen Gemeinde
| Jahr      | 1869  | 1880  | 1890  | 1900  | 1910  | 1923  | 1934  | 1939  |
| --------- | ----- | ----- | ----- | ----- | ----- | ----- | ----- | ----- |
| Einwohner | 1.195 | 1.319 | 1.310 | 1.283 | 1.309 | 1.334 | 1.346 | 1.216 |
| Jahr      | 1951  | 1961  | 1971  | 1981  | 1991  | 2001  | 2011  | 2014  |
| Einwohner | 1.271 | 1.210 | 1.299 | 1.280 | 1.272 | 1.355 | 1.415 | 1.407 |

## Politik

### Gemeinderat
Die Gemeinderatswahlen seit 1990 brachten folgende Ergebnisse:
| Partei                    | 2010    | 2010    | 2010    | 2005 | 2005 | 2005 | 2000 | 2000 | 2000 | 1995 | 1995 | 1995 | 1990 | 1990 | 1990 |
| Partei                    | Stimmen | %       | Mandate | S.   | %    | M.   | S.   | %    | M.   | S.   | %    | M.   | S.   | %    | M.   |
| ------------------------- | ------- | ------- | ------- | ---- | ---- | ---- | ---- | ---- | ---- | ---- | ---- | ---- | ---- | ---- | ---- |
| ÖVP                       | 566     | 59,58   | 10      | 698  | 76   | 12   | 569  | 68   | 11   | 642  | 74   | 12   | 508  | 60   | 10   |
| SPÖ                       | 273     | 28,74   | 4       | 218  | 24   | 3    | 193  | 23   | 3    | 139  | 16   | 2    | 247  | 29   | 4    |
| FPÖ                       |         |         |         |      |      |      | 79   | 9    | 1    | 91   | 10   | 1    | 92   | 11   | 1    |
| Wirtschaftsliste – Haindl | 111     | 11,68   | 1       |      |      |      |      |      |      |      |      |      |      |      |      |
| Wahlbeteiligung           | 80,87 % | 80,87 % | 80,87 % | 85 % | 85 % | 85 % | 83 % | 83 % | 83 % | 84 % | 84 % | 84 % | 90 % | 90 % | 90 % |

### Bürgermeister
Letzter Bürgermeister war Alois Rath (ÖVP), letzter Vizebürgermeister war Johann Handler (ÖVP).

### Wappen
Blasonierung (Wappenbeschreibung):
„Von Rot und Schwarz durch ein mit der Schneide nach oben gekehrtes und mit der Spitze vorwärts gerichtetes silbernes Pflugmesser geteilt, silbern oben drei strahlenförmig gelegte Ähren, die äußeren beblättert, unten gestürzt eine Hopfenrebe von zwei Blättern und drei Blüten.“
Die Verleihung des Gemeindewappens erfolgte mit Wirkung vom 1. November 1989.

## Wirtschaft und Infrastruktur

### Verkehr
Die Süd Autobahn A 2 von Wien nach Graz verläuft in Nord-Süd-Richtung durch das Gemeindegebiet und ist über die Anschlussstelle Sebersdorf/Bad Waltersdorf (126) erreichbar. Die Anbindung der Nachbargemeinden erfolgt durch Landesstraßen. Die Hartbergerstraße L 401 führt von Hartberg über Sebersdorf nach Bad Waltersdorf, während die Ebersdorferstraße L 412 die Verbindung nach Ebersdorf und weiter nach Kaindorf herstellt, wo die Wechsel Straße B 54 erreicht wird. Die östlichen Nachbarn sind über die Limbachstraße L 435 angebunden.
Sebersdorf hat einen Bahnhof an der Thermenbahn zwischen Hartberg und Fürstenfeld. Hier bestehen zweistündliche Regionalzug-Verbindungen nach Wien und Fehring.
Der Flughafen Graz ist über die Süd Autobahn in ca. 60 km zu erreichen.

## Kultur und Sehenswürdigkeiten

### Bauwerke

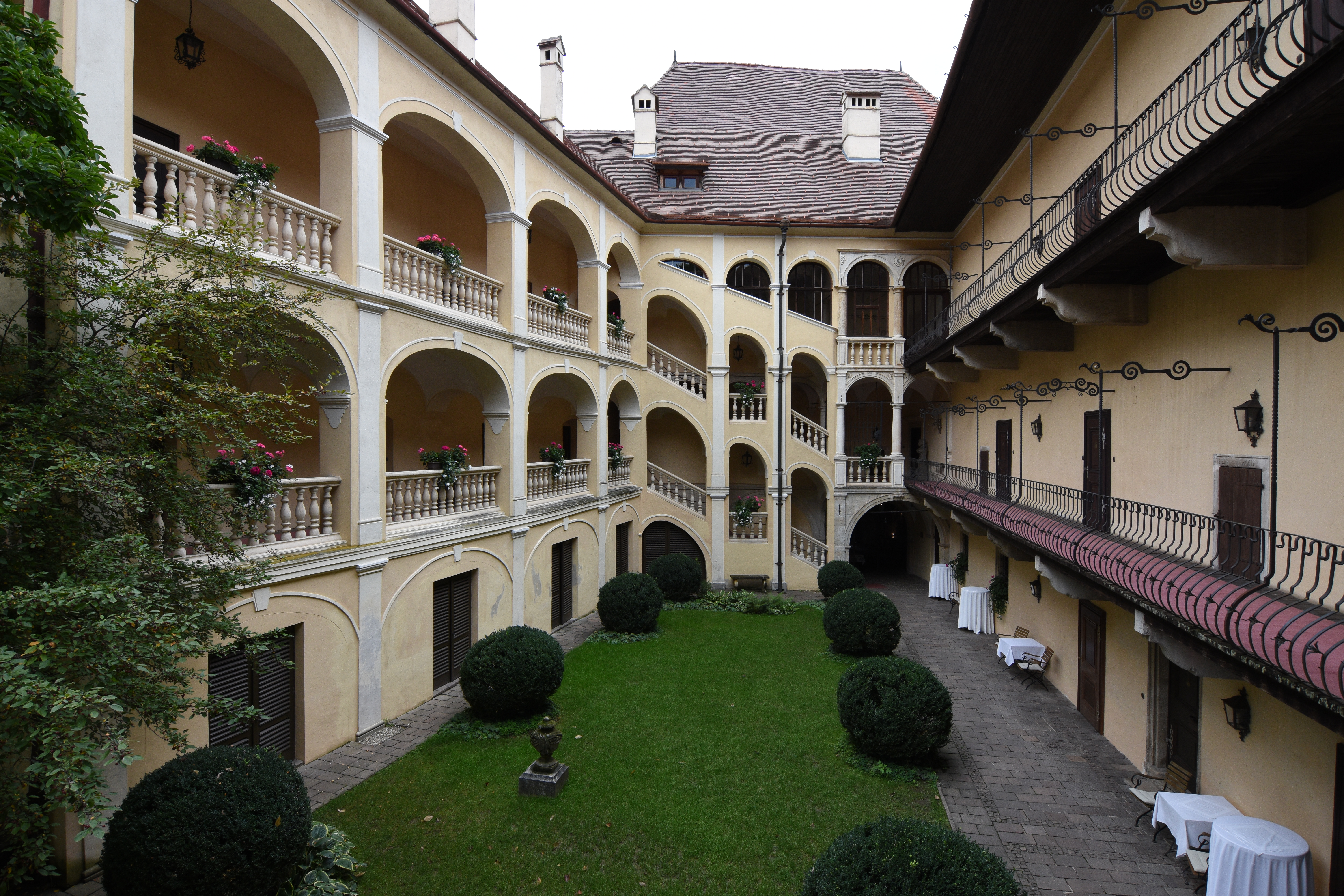
Schloß Obermayerhofen

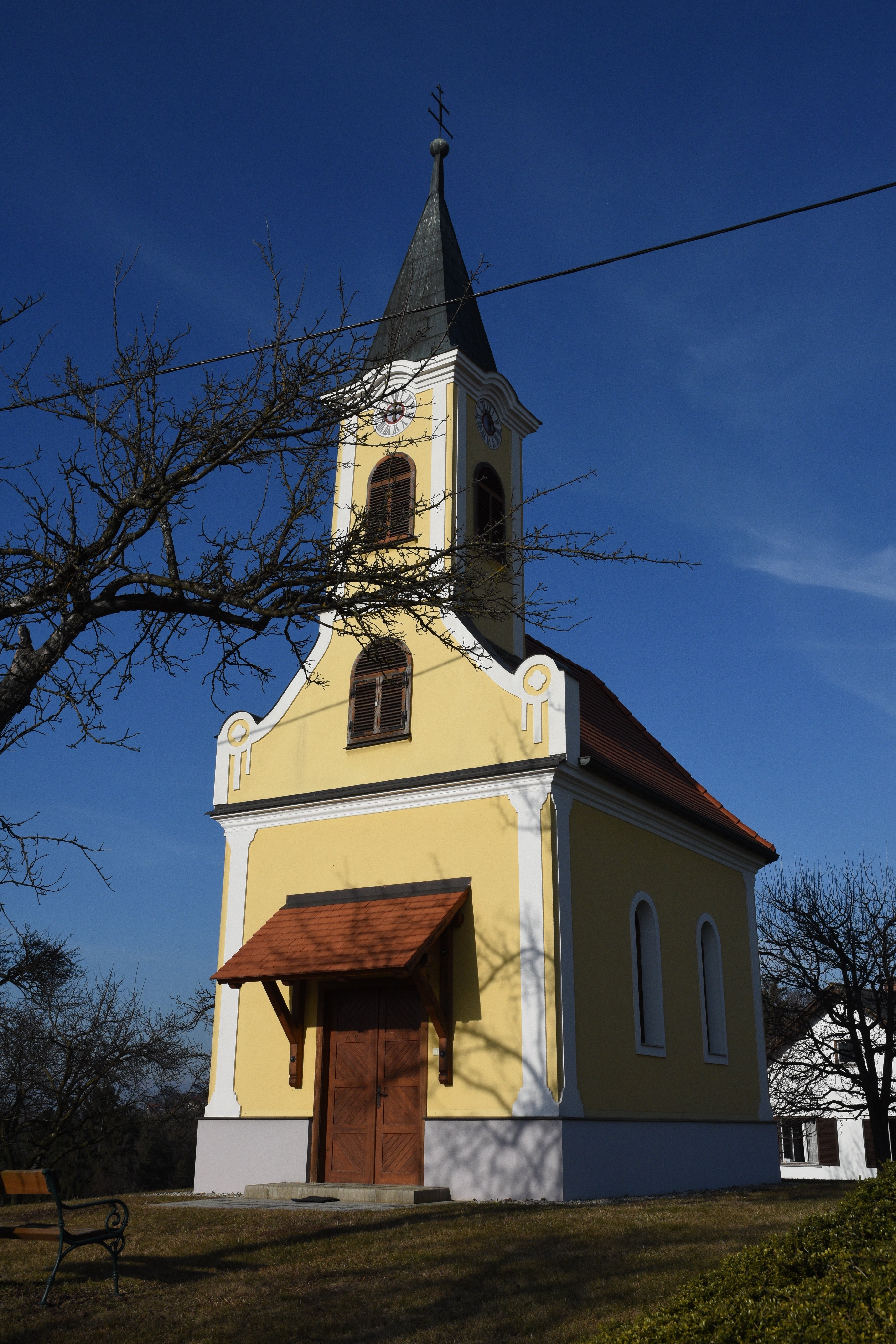
Kapelle Haller

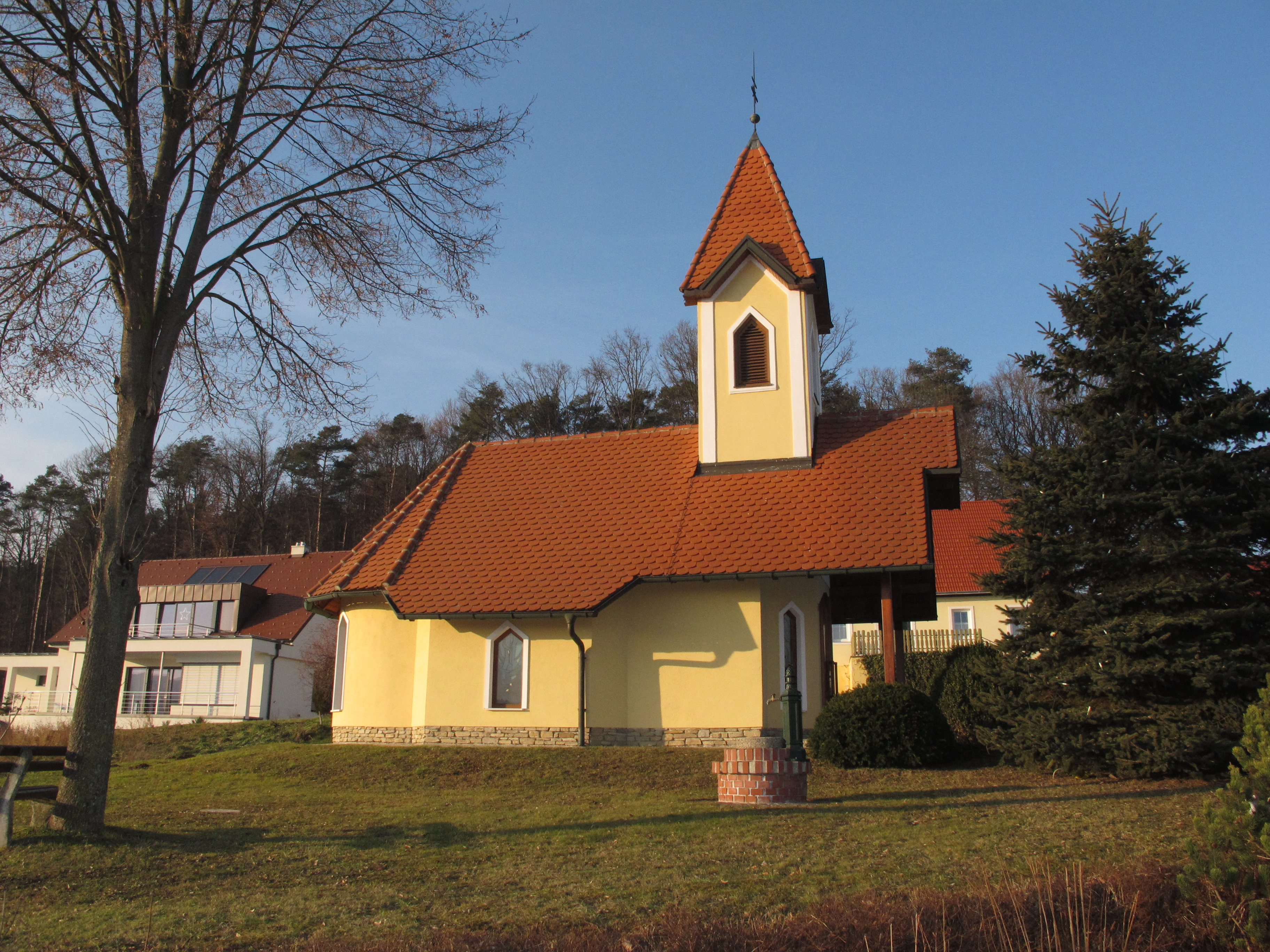
Kapelle Sebersdorf

- Schloss Obermayerhofen im Gemeindeteil Neustift bei Sebersdorf wurde im Jahr 1170 als Gutshof errichtet. 1377 verkauften die Eigentümer, die Herrschaft Obermayerhofen, den Gutshof an die Ritter von Teuffenbach. 1540 wurde das kleine Schloss nach dem Tod von Bernhard von Teuffenbach an seine vier Söhne verteilt, die nach vielen Streitigkeiten im Jahr 1552 ihren Anteil an einen der Brüder verkaufen. Dieser begann, das Schloss neu zu errichten, was im Jahr 1574 abgeschlossen wurde. 1777 kam das Schloss zu Josef Graf Kottulinsky, der einen neuen Meierhoftrakt errichten ließ. Nach der Grundentlastung 1848 verbrachten die Grafen von Kottulinsky lediglich einige Monate in Sommer und Herbst im Schloss und gaben es im Jahr 1924 an die Baronin von Taulow ab. Nach dem Zweiten Weltkrieg wurde das Schloss Opfer von Plünderung und verfiel, woraufhin Harald Graf Kottulinsky es im Jahr 1977 zurückkaufte und in ein Schlosshotel umbaute.

- Das Bernerhaus bietet einen weiten Blick über das Safental und darüber hinaus.

### Tourismus
Sebersdorf liegt am Nordrand der Tourismusregion Thermen- und Vulkanland Steiermark. Im Jahre 2005 wurde die „H2O-Therme“ in Sebersdorf eröffnet.
In Sebersdorf gibt es zwei Hotels sowie Privatzimmer.

## Persönlichkeiten

### Ehrenbürger
- 1984: Josef Krainer (1930–2016), Landeshauptmann

### Söhne und Töchter der Gemeinde
- Herfried Zernig, Schüler von Josef Fleiß und Hersteller der Steirischen Harmonika
- Rudolf Pichler (* 1957 in Sebersdorf), Bildhauer, Werkstätte im „Alten Feuerwehrhaus“